# Tuniulus oregonensis
Tuniulus oregonensis är en mångfotingart som först beskrevs av Charles Thorold Wood 1864.  Tuniulus oregonensis ingår i släktet Tuniulus och familjen Parajulidae. Inga underarter finns listade i Catalogue of Life.